# Delran Township
Delran Township é um município do Condado de Burlington, no estado de Nova Jersey, nos Estados Unidos.
Incorporada em 1880, com uma população de 16 896 pessoas de acordo com o censo de 2010, Delran Township é composta por 7,2 milhas quadradas localizadas na interseção do Rio Delaware e Rancocas Creek no Condado de Burlington, New Jersey.
O município foi criado por uma ação da Legislação do estado de Nova Jersey no dia 20 de Fevereiro de 1880, com participações do município .
Parte da área do município foi usada para criar Riverside Township em 20 de Fevereiro de 1895.
O nome do município é uma combinação entre os dois rios situados na região de Delran.
A história do território hoje conhecido como Delran Township, começou muito antes do nome atual ser dado à área em 1880. Com dois nomes anteriores de município, a história remonta a 1692. Antes desse ano, a área era conhecida pelos títulos dos índios americanos. Ao revisar a história de Delran, os cinco períodos foram considerados nesta sequência: O período nativo americano (1682); O "décimo período de Londres" (1682-1692); O período de Chester Township (1692-1860); O período do município de Cinnaminson (1860-1880)  e O período de Delran Township (1880).

## O Período Nativo Americano
A ocupação dos índios americanos nesta região se estenderam muito antes dos relatos escritos. Os nativos da tribo Lenni-Lenape, deram nome ao rio chamando-o de Lenape-Wihittuck, que significa o “fluxo rápido do Lenape” - no dialeto Algonquin. No início de 1600, trocaram o nome do rio em homenagem ao descobridor europeu, os Lenni-Lenape eram comumente chamados de índios Delaware. Esses nativos, que moravam em ambos os lados de seu “riacho rápido”, foram divididos em três tribos básicas. Aqueles adjacentes ao norte do Delaware constituíam a tribo Minsi; aqueles ao longo da porção média do rio eram os índios Unami; e a tribo do baixo Delaware era conhecida como Unilachtigo. Suas insígnias, respectivamente, eram o lobo, a tartaruga e o peru. Os índios americanos da região do Vale de Rancocas eram da tribo Unami ou da chamada Tartaruga. Sua insígnia ou “totem”, a tartaruga, poderia ser prontamente desenhada na areia por um membro da tribo, para identificá-lo ao encontrar estranhos. A tribo Unami afirmava ser a tribo-mãe dos três - apontando para uma origem muito antiga para os nativos americanos do vale médio. A lenda da insígnia da tartaruga desta tribo falava de uma tartaruga mitológica que supostamente carregava a terra nas costas. Entre os primeiros exploradores do rio Delaware estava um inglês, Robert Evelin, que se estabeleceu por um tempo na foz do riacho Pennsauken e escreveu sobre os nativos americanos na região. Outros exploradores suecos da década de 1630 ofereceram relatos semelhantes. Suas cartas falam de uma cidade indígena de “48 arqueiros” nas forquilhas do Pennsauken e de uma cidade maior de “100 arqueiros” nas Rancocas.
A cidade indígena Rancocas é descrita de várias maneiras como de quatro a oito milhas para o interior, a partir da foz do riacho - o que a colocaria no que agora é a terra de Delran, ou do outro lado do riacho, ou talvez nas bifurcações dos ramos norte e sul. O território hoje conhecido como Delran foi, de qualquer forma, local de caça e pesca para os índios das cidades de Rancocas e Pennsauken. O grande número de relíquias indígenas encontradas na região, principalmente ao longo das Rancocas, atesta isso. Entre essas relíquias estão ferramentas, ornamentos e armas nativas como facas de esfolar, lanças, morteiros, pilões, pingentes, facas de garra, tubos de pedra, machadinhas, enxós, pás e tigelas. O nome de cursos de água próximos, como os riachos Assiscunk e Pompeston, bem como Rancocas e Pennsauken, também atesta a prevalência de índios na região. Talvez o mais significativo dos aspectos indígenas da área de Delran inicial, entretanto, foi a antiga estrada indiana. Esta estrada ou caminho histórico foi marcado por um longo uso antes da vinda do homem branco - e por sua vez foi usado pelos primeiros colonizadores durante o primeiro meio século de ocupação branca da área.
O antigo caminho no lado de Nova Jersey do Delaware começava perto de Plum Point, não muito longe do sopé da atual Taylor's Lane, e alcançava porções da atual Cinnaminson, Delran, Moorestown, MT. Laurel e Medford para se aproximarem do litoral. Índios de ambos os lados do rio usavam a trilha para sua jornada anual ao mar, que tradicionalmente acontecia em junho, depois que o milho era plantado em casa.
Muitos dos nativos, chegando ao litoral em junho, não voltaram com pressa. Alguns deles permaneceram até agosto ou setembro - estabelecendo um padrão que o homem branco mais tarde seguiria! Os montes de ostras e conchas encontrados ao longo da costa pelos primeiros colonos atestam as visitas dos índios e sua duração.
Esta não era a única estrada indiana que cruzava Jersey até o mar, mas era muito usada. Após a época da colonização branca, uma primeira balsa foi estabelecida perto de Plum Point, conhecida como Hopkins 'Ferry, e a viagem colonial seguiu a estrada indiana até cerca de 1721, quando a "estrada para Chester" agora conhecida como Riverton Road foi planejada para acomodar viagens para o interior. Depois daquele ano, a velha estrada caiu gradualmente em desuso, e somente por inferência seu curso sinuoso pode ser estimado hoje.

Nota: O Conselho Municipal está buscando contribuições de historiadores locais para revisar e fornecer atualizações para esta história. A maior parte desta história foi escrita por Lloyd S. Griscom em 1974, com pequenas atualizações quando o novo site https://www.delrantownship.org/history-of-delran/ do município foi lançado em abril de 2009.

## GEOGRAFIA DELRAN TOWNSHIP
| Coordenadas geográficas Delran Township | Latitude: 40.0158, Longitude: -74.9564 40° 0′ 57″ Norte, 74° 57′ 23″ Oeste |
| Superfície Delran Township              | 1.880 hectares 18,80 km²                                                   |
| Altitude Delran Township                | 20 m                                                                       |
| Clima Delran Township                   | Clima subtropical úmido (Classificação climática de Köppen-Geiger: Cfa)    |

## CIDADES E VILAS VIZINHAS DELRAN TOWNSHIP
| Riverside Township 2.2 km  | Delanco Township 3.9 km      | Cinnaminson Township 4.1 km    |
| Moorestown Township 4.4 km | Riverton 5 km                | Edgewater Park Township 5.3 km |
| Beverly 6.2 km             | Willingboro Township 6.3 km  | Palmyra 6.9 km                 |
| Maple Shade 7.8 km         | Mount Laurel Township 8.9 km | Pennsauken 10.7 km             |

## Localidades na vizinhança
O diagrama seguinte representa as localidades num raio de 8 km ao redor de Delran.

## DISTÂNCIA DELRAN TOWNSHIP
| Nova Iorque 113 km  | Los Angeles 3881 km           | Chicago 1088 km     |
| Houston 2178 km     | Filadélfia 15 km mais próxima | Phoenix 3361 km     |
| San Antonio 2444 km | San Diego 3826 km             | Dallas 2106 km      |
| San José 4038 km    | Jacksonville 1237 km          | Indianápolis 955 km |

## Educação
O Delran Township School District (Distrito municipal escolar de Delran) oferece ensino público para estudantes, desde a pré-alfabetização até o terceiro ano do segundo grau.
Escolas Públicas em Delran:
- Millbridge Elementary School (pré-escola a 2ª série)
- Delran Intermediate School (3ª a 5ª série)
- Delran Middle School (6ª  a 8ª série)
- Delran High School (9ª a 12ª série)